# PostSecret
PostSecret – serwis internetowy (powstały w 2005 roku), publikujący w każdą niedzielę anonimowe grafiki. Autorzy projektu zapraszają odwiedzających do przesłania swoich sekretów i marzeń w formie własnoręcznie wykonanych kart pocztowych.
Wybrane grafiki opublikowano w książkach:
- PostSecret: Extraordinary Confessions from Ordinary Lives (2005)
- My Secret: A PostSecret Book (2006)
- The Secret Lives of Men and Women: A PostSecret Book (2007)